# Верх-Тугуша
Верх-Тугуша — деревня в Нижнеингашском районе Красноярского края. Входит в состав Павловского сельсовета.

## География
Деревня находится в восточной части края, в пределах таёжной лесорастительной зоны, на правом берегу реки Сухой Ключ, на расстоянии приблизительно 35 километров (по прямой) к юго-юго-востоку (SSE) от Нижнего Ингаша, административного центра района. Абсолютная высота — 371 метр над уровнем моря.
Климат
Климат характеризуется как резко континентальный, с продолжительной морозной малоснежной зимой и коротким жарким летом. Зима продолжается в течение 6-7 месяцев. Абсолютный минимум температуры воздуха составляет −51 °C (по данным метеостанции г. Канска). Продолжительность периода с температурой более 10˚С составляет 100—110 дней. Среднегодовое количество атмосферных осадков составляет 484 мм.

## Население
| 2010 |
| ---- |
| 0    |